# Porotrichum latifolium
Porotrichum latifolium là một loài rêu trong họ Neckeraceae. Loài này được Bosch & Sande Lac. mô tả khoa học đầu tiên năm 1863.